# Atanasio II di Napoli
Atanasio di Napoli, anche Attanasio o Anastasio (... – marzo o aprile 898), è stato un vescovo bizantino, vescovo di Napoli con il nome di Atanasio II (876-898) e duca di Napoli (878-898).

## Biografia
Era figlio di Gregorio III e fratello di Sergio II, duca di Napoli, che al pari degli altri signori longobardi aveva stretto alleanze commerciali con i musulmani presenti nel Tirreno.
Nel marzo 876 fu consacrato da papa Giovanni VIII e succedette all'omonimo Atanasio, suo zio e maestro, dopo quattro anni di vacanza causata anche dalla politica del duca Sergio. Ligio alle direttive papali, Atanasio sollevò la popolazione, depose il fratello e si impadronì del potere.

In tale usurpazione, Atanasio fu inizialmente appoggiato finanziariamente da papa Giovanni VIII, che desiderava s'interrompesse l'amicizia di fatto di Napoli coi musulmani che spadroneggiavano nella Campania e nel Lazio.
Nell'879, però, Giovanni VIII scomunicò Atanasio, dal momento che, dopo l'assunzione del potere ecclesiastico e civile insieme, non aveva realizzato la rottura coi musulmani. Egli anzi s'era gettato nelle guerre per il trono di Capua. Aiutò Landone contro i suoi fratelli e cugini. Con truppe bizantine, egli stesso pose sotto assedio Capua. Circa dall'881, governò in prima persona Capua, tecnicamente come vassallo del Principe Guaimario I di Salerno, col quale combatté poi una battaglia non decisiva. Nell'886, Atanasio, non appena revocatagli la scomunica, si alleò ancora una volta coi musulmani e ricevette per questo la minaccia del papa Stefano V di un interdetto per la città di Napoli.
Nell'887, Atenolfo s'insediò a Capua come Conte. Nell'888, Atanasio e Atenolfo si contesero la regione della Liburnia (o Liburia), ossia l'attuale provincia di Caserta e basso Lazio, ed entrarono in guerra, combattendo una battaglia sul Clanio, storico confine tra il ducato di Napoli e il principato di Capua.
Nell'895, Atanasio fomentò una rivolta della popolazione napoletana a Salerno. Tuttavia il giovane figlio di Guaimario, Guaimario II, la represse.
In patria Atanasio aumentò il potere e il prestigio di Napoli. Fu un ellenofilo che operò per salvare numerosi manoscritti greci (tradusse anche la Passio arethae) e mantenne buone relazioni con Bisanzio.
Ebbe una figlia, Gemma, che andò sposa a Landolfo I di Benevento, figlio del suo antico alleato Atenolfo I.
Gli succedette in qualità di Duca il nipote Gregorio IV e come vescovo gli succedette Stefano, già vescovo di Sorrento.